# Trilogy (альбом Thug Lordz)
In Thugz We Trust — другий студійний альбом супергурту Thug Lordz, до складу якого увійшли американські репери C-Bo, Yukmouth та Spice 1. Платівку видано 1 січня 2006 р. лейблами High Powered Entertainment і Urbanlife. Цей реліз — єдиний альбом, на якому присутній Spice 1. Третю платівку Thug Money знову записано дуетом C-Bo та Yukmouth.

## Список пісень
1. «Intro»
2. «Hustle Hard in Town» (з участю Roscoe)
3. «Favorite Gangsta»
4. «Get Yo Mouth Right»
5. «Thuggin' on 'Em»
6. «Reppin' My Hood» (з участю G-Dub та Missippi)
7. «One Time»
8. «Titty Bar»
9. «Go to War»
10. «Get Ready»
11. «Money Ain't a Thang» (з участю Cozmo)
12. «When It Comes to Get Money»
13. «Thug Lordz Ride Tonight»
14. «Mash for a Living»
15. «Less Than Nothin'»
16. «Until the Day I Die»
17. «Outro» (з участю Haji Springer)